# Bradysia ascenda
Bradysia ascenda är en tvåvingeart som beskrevs av Hans-Georg Rudzinski 1994. Bradysia ascenda ingår i släktet Bradysia och familjen sorgmyggor.
Artens utbredningsområde är Österrike. Inga underarter finns listade i Catalogue of Life.